# Lista de partidas da Seleção Brasileira de Futebol Feminino de 2020 a 2039
Este é uma lista dos jogos da Seleção Brasileira de Futebol Feminino de 2020 a 2039.
Legenda:       Vitória ·       Empate ·       Derrota ·       Cancelado ou adiado ·       Previsto

## 2020
| 4 de março T. da França | Países Baixos | 0 – 0     | Brasil | Valenciennes, França                                                 |  |
| 19:00 (CET)             |               | Relatório |        | Estádio: Stade du Hainaut Público: 6 199 Árbitro: FRA Victoria Beyer |  |

| 7 de março T. da França | França     | 1 – 0     | Brasil | Valenciennes, França                                                       |  |
| 21:00 (CET)             | Gauvin 55' | Relatório |        | Estádio: Stade du Hainaut Público: 17 022 Árbitro: ESP Marta Huerta de Aza |  |

| 10 de março T. da França | Brasil                 | 2 – 2     | Canadá                    | Calais, França                                                        |  |
| 19:00 (CET)              | Marta 8' · Ludmila 18' | Relatório | Matheson 74' · Beckie 87' | Estádio: Stade de l'Épopée Público: 0 Árbitro: FRA Stéphanie Frappart |  |

| 8 de abril Amistoso | Costa Rica | Cancelado | Brasil | San José, Costa Rica      |
|                     |            |           |        | Estádio: Estádio Nacional |

| 14 de abril Amistoso | Estados Unidos | Cancelado | Brasil | San José, Estados Unidos     |
|                      |                |           |        | Estádio: Earthquakes Stadium |

| 27 de novembro Amistoso | Brasil                                                                      | 6 – 0     | Equador | São Paulo, Brasil                                                        |  |
| 21:30 (UTC−3)           | Debinha 33', 77', 84' (pên.) · Valéria 78' · Rafaelle 82' · Duda Santos 87' | Relatório |         | Estádio: Neo Química Arena Público: 0 Árbitro: BRA Charly Deretti (FIFA) |  |

| 1 de dezembro Amistoso | Brasil                                                                                               | 8 – 0     | Equador | São Paulo, Brasil                                           |  |
| 21:30 (UTC−3)          | Debinha 1' · Luana 15' · Andressa Alves 18', 45' · Rafaelle 20', 41' · Julia Bianchi 71' · Érika 79' | Relatório |         | Estádio: Morumbi Público: 0 Árbitro: BRA Edina Alves (FIFA) |  |

## 2021
| 18 de fevereiro SheBelieves Cup | Brasil | 4 – 1 | Argentina | Orlando, Estados Unidos |  |
| 16:00 (ET)                      |        |       |           | Estádio: Exploria       |  |

| 21 de fevereiro SheBelieves Cup | Estados Unidos | 2 – 0 | Brasil | Orlando, Estados Unidos |  |
| 15:00 (ET)                      |                |       |        | Estádio: Exploria       |  |

| 24 de fevereiro SheBelieves Cup | Canadá | 0 – 2 | Brasil | Orlando, Estados Unidos |  |
| 16:00 (ET)                      |        |       |        | Estádio: Exploria       |  |

| 11 de junho Amistoso | Brasil                                      | 3 – 0     | Rússia | Cartagena, Espanha                                           |  |
| 16:00 (UTC−3)        | Bruna Benites 42', 64' · Andressa Alves 81' | Relatório |        | Estádio: Cartagonova Público: 0 Árbitro: SVK Miriam Matulova |  |

| 14 de junho Amistoso | Brasil | 0 – 0     | Canadá | Cartagena, Espanha                                           |  |
| 16:00 (UTC−3)        |        | Relatório |        | Estádio: Cartagonova Público: 0 Árbitro: SVK Miriam Matulova |  |

| 21 de julho Olimpíadas | China                                                                 | 0 – 5          | Brasil | Miyagi, Japão                                           |  |
| 5:00 (UTC−3)           | Marta 9', 74' · Debinha 22' · Andressa Alves 82' (pen.) · Beatriz 89' | FIFA Tokyo2020 |        | Estádio: Miyagi Público: 0 Árbitro: UKR Kateryna Monzul |  |

| 24 de julho Olimpíadas | Países Baixos                 | 3 – 3          | Brasil                                       | Miyagi, Japão                                         |  |
| 8:00 (UTC−3)           | Miedema 3', 59' · Janssen 79' | FIFA Tokyo2020 | Debinha 17' · Marta 64' (pen.) · Ludmila 68' | Estádio: Miyagi Público: 0 Árbitro: AUS Kate Jacewicz |  |

| 27 de julho Olimpíadas | Brasil             | 1 – 0          | Zâmbia | Saitama, Japão                                                  |  |
| 8:30 (UTC−3)           | Andressa Alves 18' | FIFA Tokyo2020 |        | Estádio: Saitama 2002 Público: 0 Árbitro: JPN Yoshimi Yamashita |  |

| 30 de julho Olimpíadas/4.ªs                     | Canadá | 0 – 0 (pro.) (4–3 pen.)                         | Brasil | Miyagi, Japão                                              |  |
| 5:00 (UTC-3)                                    |        | Tokyo2020 FIFA                                  |        | Estádio: Miyagi Público: 0 Árbitro: FRA Stéphanie Frappart |  |
|                                                 |        | Penalidades                                     |        |                                                            |  |
| - Sinclair - Fleming - Lawrence - Leon - Gilles |        | - Marta - Debinha - Érika - Andressa - Rafaelle |        |                                                            |  |

| 17 de setembro Amistoso | Brasil                                  | 3 – 1           | Argentina                | Campina Grande, Brasil                                 |  |
| 16:00 (UTC-3)           | Debinha 38' · Nycole 50' · Angelina 59' | Relatório (CBF) | Florencia Bonsegundo 73' | Estádio: O Amigão Árbitro: BRA Deborah Cecilia Correia |  |

| 20 de setembro Amistoso | Brasil                                             | 4 – 1           | Argentina          | João Pessoa, Brasil                            |  |
| 16:00 (UTC-3)           | Kerolin 19' · Marta 37' · Debinha 48' · Yasmim 52' | Relatório (CBF) | M. Larroquette 51' | Estádio: Almeidão Árbitro: BRA Thayslane Costa |  |

| 23 de outubro Amistoso | Austrália                                               | 3 – 1           | Brasil      | Sydney, Austrália       |  |
| 5:50 (UTC-3)           | C. Polkinghorne 38' · M. Fowler 66' · E. van Egmond 80' | Relatório (CBF) | Adriana 68' | Estádio: Western Sydney |  |

| 26 de outubro Amistoso | Austrália                         | 2 – 2           | Brasil                  | Sydney, Austrália       |  |
| 6:05 (UTC-3)           | C. Polkinghorne 10' · S. Kerr 53' | Relatório (CBF) | Érika 64' · Debinha 71' | Estádio: Western Sydney |  |

| 25 de novembro T. Manaus | Brasil                                                                                | 6 – 1                     | Índia        | Manaus, Brasil                                              |  |
| 22:00 (UTC-3)            | Debinha 1' · Gio Queiroz 37' · Ary Borges 52', 81' · Kerolin 54' · Geyse Ferreira 76' | Relatório (CBF) Soccerway | M. Kalyan 8' | Estádio: Arena da Amazônia Árbitro: BRA Daiane Muniz (FIFA) |  |

| 28 de novembro T. Manaus | Brasil                                            | 4 – 1                     | Venezuela        | Manaus, Brasil                                                |  |
| 21:00 (UTC-3)            | Kerolin 20', 40' · Gabi Nunes 25' · Debinha 45+1' | Relatório (CBF) Soccerway | P. Villamizar 3' | Estádio: Arena da Amazônia Árbitro: BRA Charly Deretti (FIFA) |  |

| 1 de dezembro T. Manaus | Brasil                        | 2 – 0                     | Chile | Manaus, Brasil                                             |  |
| 21:00 (UTC-3)           | Kerolin 50' · Gio Queiroz 84' | Relatório (CBF) Soccerway |       | Estádio: Arena da Amazônia Árbitro: BRA Edina Alves (FIFA) |  |

## 2022
No início da temporada, participou do Torneio da França, mas não foi bem — empate em 1–1 com os Países Baixos; derrota para as anfitriãs por 2–1; e empate em 0−0 com a Finlândia.
Conquistou sua oitava Copa América, vencendo, na final — que retornou nesta edição, já que desde a edição de 1998 era disputada em pontos corridos — a seleção anfitriã da Colômbia por 1–0, gol de Debinha, aos 39 minutos, de pênalti.
Nesta temporada, a Seleção Brasileira atingiu a marca de dez partidas de invencibilidade, entre 9 de julho — primeira partida disputada pela Copa América, vitória sobre a Seleção Argentina, por 4–0 — e 10 de outubro — amistoso contra a Seleção Italiana, vencido por 1–0. Foram 34 gols marcados e apenas um sofrido.
| 16 de fevereiro T. da França | Brasil           | 1 – 1           | Países Baixos      | Caen, França                                                   |  |
| 14:00 (CET)                  | Marta 87' (pên.) | Relatório (CBF) | L. Beerensteyn 62' | Estádio: Stade Michel d'Ornano Árbitro: FRA Stéphanie Frappart |  |

| 19 de fevereiro T. da França | França             | 2 – 1           | Brasil           | Caen, França                                               |  |
| 17:10 (CET)                  | M. Katoto 23', 59' | Relatório (CBF) | Marta 19' (pên.) | Estádio: Stade Michel d'Ornano Árbitro: SUI Esther Staubli |  |

| 22 de fevereiro T. da França | Brasil | 0 – 0           | Finlândia | Caen, França                                               |  |
| 14:00 (CET)                  |        | Relatório (CBF) |           | Estádio: Stade Michel d'Ornano Árbitro: FRA Victoria Beyer |  |

| 7 de abril Amistoso | Brasil             | 1 – 1           | Espanha            | Múrcia, Espanha                                   |  |
| 15:00 (CET)         | Alexia Putellas 8' | Relatório (CBF) | Geyse Ferreira 39' | Estádio: Pinatar Arena Árbitro: ENG Rebecca Welch |  |

| 11 de abril Amistoso | Brasil                                  | 3 – 1           | Hungria             | Múrcia, Espanha                                    |  |
| 15:30 (CET)          | Gabi Nunes 14', 62' · Bia Zaneratto 54' | Relatório (CBF) | A. Csiki 75' (pên.) | Estádio: Pinatar Arena Árbitro: ESP Ainara Acevedo |  |

| 24 de junho Amistoso | Dinamarca                             | 2 – 1                     | Brasil      | Copenhague, Dinamarca                        |  |
| 14:00 (CET)          | J. Thomsen 17' · M. Gejl Jensen 90+1' | Relatório (CBF) Soccerway | Debinha 87' | Estádio: Parken Árbitro: NOR Henrikke Nervik |  |

| 24 de junho Amistoso | Suécia                                                       | 3 – 1                     | Brasil      | Solna, Suécia                                   |  |
| 14:00 (CET)          | J. Rytting Kaneryd 65' · L. Hurtig 67' · S. Blackstenius 89' | Relatório (CBF) Soccerway | Debinha 50' | Estádio: Friends Arena Árbitro: POR Sandra Braz |  |

| 9 de julho Copa América | Brasil                                                    | 4 – 0                | Argentina | Armênia, Colômbia                               |  |
| 19:00                   | Adriana 28', 58' · Bia Zaneratto 36' (pen.) · Debinha 87' | Relatório (CONMEBOL) |           | Estádio: Centenário Árbitro: CHI María Carvajal |  |

| 12 de julho Copa América | Uruguai | 0 – 3                | Brasil                           | Armênia, Colômbia                               |  |
| 16:00                    |         | Relatório (CONMEBOL) | Adriana 32', 48' · Debinha 45+2' | Estádio: Centenário Árbitro: PAR Zulma Quiñónez |  |

| 18 de julho Copa América | Venezuela | 0 – 4                | Brasil                                                | Armênia, Colômbia                               |  |
| 16:00                    |           | Relatório (CONMEBOL) | Bia Zaneratto 22' · Ary Borges 51' · Debinha 58', 65' | Estádio: Centenário Árbitro: PAR Zulma Quiñónez |  |

| 21 de julho Copa América | Brasil                                                                                                | 6 – 0                | Peru | Cáli, Colômbia                                        |  |
| 19:00                    | Duda 1' · Duda Sampaio 17' · Geyse 41' · Duda Santos 44' (pen.) · Fê Palermo 48' · Adriana 50' (pen.) | Relatório (CONMEBOL) |      | Estádio: Pascual Guerrero Árbitro: ECU Susana Corella |  |

| 26 de julho Copa América | Brasil                             | 2 – 0                | Paraguai | Bucaramanga, Colômbia                               |  |
| 19:00                    | Ary Borges 16' · Bia Zaneratto 28' | Relatório (CONMEBOL) |          | Estádio: Alfonso López Árbitro: URU Anahí Fernández |  |

| 30 de julho Copa América | Colômbia | 0 – 1                | Brasil             | Bucaramanga, Colômbia                                     |  |
| 19:00                    |          | Relatório (CONMEBOL) | Debinha 39' (pen.) | Estádio: Alfonso López Árbitro: ARG María Laura Fortunato |  |

| 2 de setembro Amistoso | África do Sul | 0 – 3                     | Brasil                                         | Joanesburgo, África do Sul                         |  |
| 13:00                  |               | Relatório (CBF) Soccerway | Geyse Ferreira 43' · Adriana 45' · Tamires 63' | Estádio: Orlando Árbitro: MRT Maria Packuita Rivet |  |

| 5 de setembro Amistoso | África do Sul | 0 – 6                     | Brasil                                                                                           | Durban, África do Sul                           |  |
| 13:00                  |               | Relatório (CBF) Soccerway | Adriana 4' · Debinha 45+1' (82) · Bia Zaneratto 49' (pen.) · Duda Francelino 52' · Kathellen 59' | Estádio: Moses Mabhida Árbitro: TZA Tatu Malogo |  |

| 7 de outubro Amistoso | Noruega               | 1 – 4                     | Brasil                                                       | Oslo, Noruega                                  |  |
| 14:00                 | C. Bizet Ildhusøy 50' | Relatório (CBF) Soccerway | Adriana 42' · Bia Zaneratto 47', 52' · Jaqueline Ribeiro 73' | Estádio: Ullevaal Árbitro: FIN Lina Lehtovaara |  |

| 10 de outubro Amistoso | Itália | 0 – 1                     | Brasil      | Gênova, Itália                                         |  |
| 13:30                  |        | Relatório (CBF) Soccerway | Adriana 47' | Estádio: Luigi Ferraris Árbitro: SUI Michèle Schmölzer |  |

| 11 de novembro Amistoso | Brasil      | 1 – 2                     | Canadá                        | Santos, Brasil                                      |  |
| 15:15                   | Debinha 33' | Relatório (CBF) Soccerway | S. Zadorsky 22' · A. Leon 30' | Estádio: Vila Belmiro Árbitro: ARG Gabriela Coronel |  |

| 15 de novembro Amistoso | Brasil                                | 2 – 1                     | Canadá                 | São Paulo, Brasil                                       |  |
| 15:15                   | Bia Zaneratto 42' · Ana Vitória 90+2' | Relatório (CBF) Soccerway | A. Lawrence 61' (pen.) | Estádio: Neo Química Arena Árbitro: ARG Laura Fortunato |  |

## 2023
No início da temporada, disputou a SheBelieves Cup — competição amistosa realizada nos Estados Unidos. Apenas uma vitória — contra o Japão, por 1–0 — e duas derrotas — para o Canadá, por 2–0; e para os Estados Unidos, por 2–1.
A Seleção Brasileira disputou a Copa dos Campeões da CONMEBOL–UEFA — chamada de Finalíssima — em 6 de abril, no estádio de Wembley, em Londres, contra a Seleção Inglesa. Em 20 de março, a treinadora Pia Sundhage anunciou a convocação das atletas para a partida — o grupo também participou de um amistoso contra a Alemanha, em 11 de abril, em Nurembergue. Das 26 convocadas, 13 atuam no futebol brasileiro, cinco no futebol dos Estados Unidos e as demais nove, na Europa. Fizeram a sua estreia em convocações a goleira Camila, do Santos, e a atacante Aline, da Ferroviária. Na Finalíssima, a Seleção Brasileira conseguiu um empate nos acréscimos da partida, mas na disputa por pênaltis, Tamires e Rafaelle perderam suas cobranças e, pelo lado inglês, Ella Toone — autora do gol da Inglaterra, aos 13 minutos de jogo — perdeu sua cobrança. Vitória inglesa por 4–2. Já no amistoso contra a Seleção Alemã, vitória por 2–1.
Em 27 de junho, a treinadora Pia Sundhage anunciou as 23 atletas convocadas para a Copa do Mundo e mais três atletas como suplentes para um eventual ajuste até o prazo para definição das jogadoras que disputarão a competição. Como parte da preparação, uma partida amistosa foi disputada, em 2 de julho, no estádio Mané Garrincha, em Brasília, contra o Chile, com vitória da Seleção Brasileira por 4–0, gols de Gabi Nunes, Duda Sampaio, Luana e Geyse. Em 3 de julho, a delegação brasileira embarcou, em voo fretado, no Aeroporto Internacional de Brasília, com destino à Brisbane, na Austrália. O voo teve uma parada para abastecimento, em Papeete, capital da Polinésia Francesa. Do Aeroporto Internacional de Brisbane seguiu de ônibus para Gold Coast, onde fará a preparação para a competição.
| “                                                           | Foi uma viagem muito cansativa. Mas tivemos todo suporte, com atividades no voo, para uma adaptação ao fuso. Nosso sentimento é de quem vai ter muito trabalho para chegar bem e firme no Mundial e, se Deus quiser, sair daqui com o título. | ” |
| — Antônia, lateral da Seleção, no desembarque, em Brisbane, | |   |

Disputou a Copa do Mundo, que acontece na Austrália e na Nova Zelândia, entre 20 de julho e 20 de agosto. As partidas da fase de grupos acontecem em 24 e 29 de julho e 2 de agosto, respectivamente, contra Panamá (vitória por 4–0), França (derrota por 2–1) e Jamaica (empate em 0–0). Com uma vitória, um empate e uma derrota, a Seleção ficou em terceiro lugar no grupo F e deixou a competição.
Após a eliminação na primeira fase da Copa do Mundo de 2023, a treinadora Pia Sundhage foi demitida, sendo substituída por Arthur Elias, então técnico do Corinthians. No novo ciclo com o novo treinador, duas partidas amistosas contra a Seleção Canadense, ambas no Canadá: uma vitória por 1–0 e uma derrota por 2–0.
Em 10 de novembro, Arthur Elias fez nova convocação para três amistosos, em São Paulo — dois contra a Seleção do Japão e outro contra a Nicarágua — em nova data FIFA. Os três amistosos fecharam a temporada 2023 da Seleção Brasileira Feminina. Foi a primeira temporada do treinador Arthur Elias, encerrada com três vitórias e duas derrotas.
| 16 de fevereiro SheBelieves Cup | Japão | 0 – 1     | Brasil      | Orlando, Estados Unidos                                  |  |
| 16:00                           |       | US Soccer | Debinha 71' | Estádio: Exploria Público: 6 453 Árbitra: USA Tori Penso |  |

| 19 de fevereiro SheBelieves Cup | Brasil | 0 – 2     | Canadá                 | Nashville, Estados Unidos                                       |  |
| 18:30                           |        | US Soccer | Gilles 31' · Viens 71' | Estádio: Geodis Park Público: 6 502 Árbitra: USA Katja Koroleva |  |

| 22 de fevereiro SheBelieves Cup | Estados Unidos             | 2 – 1     | Brasil      | Frisco, Estados Unidos                                             |  |
| 19:00                           | Morgan 45+2' · Swanson 63' | US Soccer | Ludmila 90' | Estádio: Toyota Público: 17 784 Árbitra: USA Marie-Soleil Beaudoin |  |

| 6 de abril Finalíssima                       | Inglaterra | 1 – 1 (4–2 pen.)                         | Brasil               | Londres, Inglaterra                                                     |  |
| 15:45                                        | Toone 13'  | Relatório (UEFA) CBF ge                  | Andressa Alves 90+3' | Estádio: Wembley Público: 83 132 Árbitra: FRA Stéphanie Frappart (FIFA) |  |
|                                              |            | Penalidades                              |                      |                                                                         |  |
| - Stanway - Toone - Daly - Greenwood - Kelly |            | - Adriana - Tamires - Rafaelle - Kerolin |                      |                                                                         |  |

| 11 de abril Amistoso | Alemanha    | 1 – 2         | Brasil                       | Nurembergue, Alemanha                                   |  |
| 13:00                | Brand 90+2' | CBF Soccerway | Tamires 11' · Ary Borges 38' | Estádio: Max-Morlock Árbitra: SUI Esther Staubli (FIFA) |  |

| 2 de julho Amistoso | Brasil                                                   | 4 – 0         | Chile | Brasília, Brasil                                                     |  |
| 10:30               | Gabi Nunes 5' · Duda Sampaio 29' · Luana 35' · Geyse 50' | CBF Soccerway |       | Estádio: Mané Garrincha Público: 15 892 Árbitra: URU Anahí Fernández |  |

| 24 de julho Copa do Mundo | Brasil                                       | 4 – 0            | Panamá | Adelaide, Austrália                                                  |  |
| 20:30 (UTC+9:30)          | Ary Borges 19', 39', 70' · Bia Zaneratto 48' | Relatório (FIFA) |        | Estádio: Hindmarsh Público: 13 142 Árbitra: WAL Cheryl Foster (FIFA) |  |

| 29 de julho Copa do Mundo | França                     | 2 – 1            | Brasil      | Brisbane, Australia                                                  |  |
| 20:00 (UTC+10)            | Le Sommer 17' · Renard 83' | Relatório (FIFA) | Debinha 58' | Estádio: Lang Park Público: 49 378 Árbitra: AUS Kate Jacewicz (FIFA) |  |

| 2 de agosto Copa do Mundo | Jamaica | 0 – 0            | Brasil | Melbourne, Australia                                                              |  |
| 20:00 (UTC+10)            |         | Relatório (FIFA) |        | Estádio: Melbourne Rectangular Público: 27 638 Árbitra: SUI Esther Staubli (FIFA) |  |

| 28 de outubro Amistoso | Canadá | 0 – 1         | Brasil        | Montreal, Canadá                           |  |
| 15:30 (UTC−5)          |        | CBF Soccerway | Debinha 90+4' | Estádio: Saputo Árbitra: USA Natalie Simon |  |

| 31 de outubro Amistoso | Canadá                 | 2 – 0         | Brasil | Halifax, Canadá                                       |  |
| 19:30 (UTC−5)          | Huitema 69' · Rose 89' | CBF Soccerway |        | Estádio: Wanderers Grounds Árbitra: USA Alex Billeter |  |

| 30 de novembro Amistoso | Brasil                                                      | 4 – 3             | Japão                                     | São Paulo, Brasil                                           |  |
| 15:15 (UTC−3)           | Bia Zaneratto 41', 63' · Gabi Portilho 61' · Priscila 90+7' | CBF Soccerway JFA | Fujino 38' · Endo 86' (pen.) · Tanaka 88' | Estádio: Neo Química Arena Árbitra: COL María Victoria Daza |  |

| 3 de dezembro Amistoso | Brasil | 0 – 2             | Japão                   | São Paulo, Brasil |  |
| 11:00 (UTC−3)          |        | CBF Soccerway JFA | Minami 15' · Tanaka 18' | Estádio: Morumbi  |  |

| 6 de dezembro Amistoso | Brasil                                                    | 4 – 0         | Nicarágua | Araraquara, Brasil      |  |
| 18:00 (UTC−3)          | Gabi Nunes 16' · Marta 40' · Luana 64' · Aline Milene 68' | CBF Soccerway |           | Estádio: Fonte Luminosa |  |

## 2024
Em 1 de fevereiro, o treinador Arthur Elias convocou 23 jogadoras para a disputa da Copa Ouro, torneio que serviu de preparação para os Jogos Olímpicos e foi disputado entre 20 de fevereiro e 10 de março, nos Estados Unidos. Na primeira fase, três vitórias contra Porto Rico (1–0), Colômbia (1–0) e Panamá (5–0). Nas quartas de final, as adversárias foram a Argentina. Nova vitória por 5–1 e a Seleção avançou para a semifinal, contra o México. Mais uma vitória, por 3–0 e classificação para a final. A final foi contra as donas da casa, Estados Unido, mas a Seleção sofreu a derrota por 1–0 e foi vice-campeã da Competição.
Em 15 de março, nova convocação para a disputa da SheBelieves Cup, também nos Estados Unidos. Diferente das edições anteriores — com seis partidas — em função da Copa Ouro, foram apenas duas partidas: semifinal e final/disputa do terceiro colocado. Na primeira partida, contra o Canadá, empate no tempo normal por 1–1 e derrota na disputa de pênaltis por 2–4. Na disputa do terceiro colocado contra Japão, novo empate por 1–1 no tempo normal, mas vitória na disputa de pênaltis, por 3–0.
Na data FIFA de junho, antes das Olimpíadas, a Seleção marcou partidas contra a Jamaica, em 1 e 4 de junho, no Nordeste, em Recife e em Salvador. Em 10 de maio, Arthur Elias convocou a Seleção para os amistosos. Foram duas vitórias por 4–0.
Para as Olimpíadas, o treinador convocou as 18 jogadoras e quatro suplentes, em 2 de junho. Marta, convocada, participou de sua sexta Olimpíada. Na primeira fase das Olimpíadas, um vitória por 1–0 contra a Nigéria na estreia. Depois, duas derrotas — para o Japão por 2–1 e para a Espanha por 2–0. Mesmo assim, a equipe se classificou para a fase seguinte como uma das melhores terceiras colocadas. Nas quartas, vitória contra as "donas da casa" por 1–0 e classificação para as semifinais. Na semifinal, novamente partida contra a Espanha. Vitória, na revanche da primeira fase, por 4–2 — chegando a estar 3–0 no placar — e classificação para a disputa da medalha de ouro contra os Estados Unidos. Na disputa da medalha de ouro, derrota por 1–0 e a conquista da terceira medalha de prata em Olimpíadas.
Em 16 de agosto, a FIFA divulgou o Ranking Feminino e o Brasil subiu duas posições, ocupando a oitava posição, o que não acontecia desde junho de 2023. Em 23 de agosto, a atacante Cristiane foi reconhecida como a maior artilheira de todos os tempos em Jogos Olímpicos pelo Guinness World Records, com 14 gols marcados (Atenas 2004, Pequim 2008, Londres 2012 e Rio de Janeiro 2016)
Em 4 de outubro, o treinador Arthur Elias fez nova convocação da Seleção para dois amistosos contra a Colômbia, no Espírito Santo, em 26 e 29 de outubro. Os resultados desta convocação pós-Olimpíadas foram um empate por 1–1 e uma vitória por 3–1.
Em 12 de novembro mais uma convocação — última de 2024 — para duas partidas amistosas contra a Austrália, na casa das adversárias, em 28 de novembro e 1 de dezembro. Foram duas vitórias, por 3–1 e 2–1, e a quebra de um "tabu" de oito anos sem vencer a Seleção Australiana.
Ainda em 2024, a Seleção Brasileira Feminina foi escolhida como "Equipe do Ano" no "Prêmio Brasil Olímpico". A premiação foi recebida pelo então presidente da CBF, Ednaldo Rodrigues, das mãos do presidente do Comitê Olímpico do Brasil (COB), Paulo Wanderley Teixeira. Na mesma premiação, o técnico Arthur Elias foi eleito "Melhor Treinador Coletivo". Em 12 de dezembro, a FIFA divulgou mais um Ranking Feminino e a Seleção Brasileira subiu mais uma posição e ficou em sétimo lugar. Em 17 de dezembro, Marta venceu a primeira edição do prêmio "Marta" do The Best FIFA Football Awards — prêmio que reconhece as mulheres que marcarem o gol mais bonito — com um dos dois gols marcados no amistoso contra a Jamaica, em 1 de junho.
| 21 de fevereiro Copa Ouro | Brasil         | 1 – 0                          | Porto Rico | San Diego, Estados Unidos                                           |  |
| 19:15 (UTC−8)             | Gabi Nunes 81' | Relatório (CONCACAF) Soccerway |            | Estádio: Snapdragon Stadium Público: 935 Árbitra: USA Natalie Simon |  |

| 24 de fevereiro Copa Ouro | Colômbia | 0 – 1                          | Brasil         | San Diego, Estados Unidos                                          |  |
| 19:15 (UTC−8)             |          | Relatório (CONCACAF) Soccerway | Duda Santos 6' | Estádio: Snapdragon Stadium Público: 4 799 Árbitra: USA Tori Penso |  |

| 27 de fevereiro Copa Ouro | Brasil                                                       | 5 – 0                          | Panamá | San Diego, Estados Unidos                                |  |
| 19:15 (UTC−8)             | Geyse 4', 74' · Bia Menezes 10' · Rafaelle 23' · Debinha 51' | Relatório (CONCACAF) Soccerway |        | Estádio: Snapdragon Stadium Árbitra: CAN Myriam Marcotte |  |

| 2 de março Copa Ouro | Brasil                                                                    | 5 – 1                          | Argentina      | Los Angeles, Estados Unidos                       |  |
| 19:15 (UTC−8)        | Vitória Yaya 19' · Yasmim 36' · Bia Zaneratto 54', 90+5' · Gabi Nunes 62' | Relatório (CONCACAF) Soccerway | Dos Santos 82' | Estádio: BMO Stadium Árbitra: CAN Myriam Marcotte |  |

| 6 de março Copa Ouro | Brasil                                 | 3 – 0                          | México | San Diego, Estados Unidos                           |  |
| 16:00 (UTC−8)        | Adriana 21' · Antonia 32' · Yasmim 48' | Relatório (CONCACAF) Soccerway |        | Estádio: Snapdragon Stadium Árbitra: USA Tori Penso |  |

| 10 de março Copa Ouro | Estados Unidos | 1 – 0                          | Brasil | San Diego, Estados Unidos                               |  |
| 17:15 (UTC−8)         | Horan 45+1'    | Relatório (CONCACAF) Soccerway |        | Estádio: Snapdragon Stadium Árbitra: HON Melissa Borjas |  |

| 6 de abril SheBelieves Cup       | Brasil              | 1 – 1 (2–4 pen.)                                               | Canadá             | Atlanta, Estados Unidos                                        |  |
| 12:30                            | Tarciane 22' (pen.) | US Soccer                                                      | Vanessa Gilles 77' | Estádio: Mercedes-Benz Público: 50 644 Árbitra: USA Tori Penso |  |
|                                  |                     | Penalidades                                                    |                    |                                                                |  |
| Marta Cristiane Antônia Tarciane |                     | Ashley Lawrence Adriana Leon Jade Rose Simi Awujo Julia Grosso |                    |                                                                |  |

| 9 de abril SheBelieves Cup          | Japão           | 1 – 1 (0–3 pen.)            | Brasil        | Columbus, Estados Unidos                                              |  |
| 16:00                               | Mina Tanaka 35' | US Soccer                   | Cristiane 71' | Estádio: Lower.com Field Público: 12 001 Árbitra: USA Danielle Chesky |  |
|                                     |                 | Penalidades                 |               |                                                                       |  |
| Kiko Seike Fūka Nagano Yui Hasegawa |                 | Cristiane Tarciane Angelina |               |                                                                       |  |

| 1 de junho Amistoso | Brasil                                          | 4 – 0     | Jamaica | Recife, Brasil                                           |  |
| 17:00 (UTC−3)       | Adriana 26' · Swaby 38' (g.c.) · Marta 64', 90' | Soccerway |         | Estádio: Arena de Pernambuco Árbitra: PAR Zulma Quiñónez |  |

| 4 de junho Amistoso | Brasil                                      | 4 – 0     | Jamaica | Salvador, Brasil                                       |  |
| 20:00 (UTC−3)       | Debinha 7' · Jheniffer 64', 79' · Marta 84' | Soccerway |         | Estádio: Arena Fonte Nova Árbitra: VEN Emikar Quiñónez |  |

| 25 de julho J.O. – Gr. C/1.ª | Nigéria | 0 – 1                      | Brasil         | Bordéus, França                                                     |  |
| 19:00 (UTC+2)                |         | Relatório (FIFA) Soccerway | Gabi Nunes 37' | Estádio: Stade de Bordeaux Público: 6 244 Árbitra: KOR Kim Yu-jeong |  |

| 28 de julho J.O. – Gr. C/2.ª | Brasil        | 1 – 2                      | Japão                                 | Paris, França                                                        |  |
| 17:00 (UTC+2)                | Jheniffer 56' | Relatório (FIFA) Soccerway | Kumagai 90+2' (pen.) · Tanikawa 90+6' | Estádio: Parc des Princes Público: 40 918 Árbitra: GBR Rebecca Welch |  |

| 31 de julho J.O. – Gr. C/3.ª | Brasil | 0 – 2                      | Espanha                            | Bordéus, França                                            |  |
| 17:00 (UTC+2)                |        | Relatório (FIFA) Soccerway | Del Castillo 68' · Putellas 90+17' | Estádio: Bordeaux Público: 14 497 Árbitra: NOR Espen Eskås |  |

| 3 de agosto J.O. – Quartas | França | 0 – 1                      | Brasil            | Nantes, França                                                   |  |
| 21:00 (UTC+2)              |        | Relatório (FIFA) Soccerway | Gabi Portilho 82' | Estádio: De la Beaujoire Público: 32 280 Árbitra: USA Tori Penso |  |

| 6 de agosto J.O. – Semi | Brasil                                                                | 4 – 2                      | Espanha                             | Marselha, França                                              |  |
| 21:00 (UTC+2)           | Paredes 6' (g.c.) · Gabi Portilho 45+4' · Adriana 72' · Kerolin 90+1' | Relatório (FIFA) Soccerway | Duda 85' (g.c.) · Paralluelo 90+12' | Estádio: Marseille Público: 14 201 Árbitra: GBR Rebecca Welch |  |

| 10 de agosto J.O. – Final                       | Brasil | 0 – 1                      | Estados Unidos | Paris, França |  |
| 17:00 (UTC+2)                                   |        | Relatório (FIFA) Soccerway | Swanson 57'    | Estádio: Parc des Princes Público: 43 813 Árbitra: SWE Tess Olofsson Árbitros assistentes: SWE Almira Spahić ITA Francesca Di Monte Quarto árbitro: ENG Rebecca Welch VAR: CRO Ivan Bebek |  |
| \| \| Brasil[65] \| \| Estados Unidos[65] \| \| |        |                            |                | |  |
|                                                 | Brasil |                            | Estados Unidos | |  |

| 26 de outubro Amistoso | Brasil       | 1 – 1                     | Colômbia | Espírito Santo                                   |  |
| 18:30 (UTC−3)          | Tarciane 75' | Relatório (CBF) Soccerway | Usme 6'  | Estádio: Kleber Andrade Árbitra: CHI Dione Durán |  |

| 29 de outubro Amistoso | Brasil                                                | 3 – 1                     | Colômbia    | Espírito Santo                                   |  |
| 19:00 (UTC−3)          | Isa Haas 28' · Gio Queiróz 45+2' · Adriana 83' (pen.) | Relatório (CBF) Soccerway | Caicedo 69' | Estádio: Kleber Andrade Árbitra: CHI Dione Durán |  |

| 28 de novembro Amistoso | Austrália | 1 – 3                     | Brasil                                     | Brisbane                                             |  |
| 14:00 (UTC+10)          | Foord 43' | Relatório (CBF) Soccerway | Amanda Gutierres 6', 13' · Gio Queiróz 54' | Estádio: Suncorp Stadium Árbitra: KOR Oh Hyeon-Jeong |  |

| 1 de dezembro Amistoso | Austrália | 1 – 2                     | Brasil                              | Gold Coast                                |  |
| 12:30 (UTC+10)         | Raso 42'  | Relatório (CBF) Soccerway | Gabi Portilho 29' · Lauren Leal 40' | Estádio: Robina Árbitra: KOR Kim Yu-Jeong |  |

## 2025
Em 6 de fevereiro, o treinador Arthur Elias fez a primeira convocação do ano para um período de treinamento na Granja Comary, em Teresópolis. Este período de treinos teve foco na Copa América Equador 2025, que começa em julho. Em 26 de março, nova convocação para disputa de duas partidas amistosas contra a Seleção dos Estados Unidos, nos Estados Unidos. As partidas foram disputadas em 5 de abril, no SoFi Stadium, em Los Angeles, e em 8 de abril, no PayPal Park, em San José. Uma vitória para cada seleção: Estados Unidos 2–0 e Brasil 2–1, quebrando um "tabu" (vitória sobre a Seleção numero um do Ranking da FIFA, na casa das adversárias), sendo apenas a quinta vitória brasileira na história do confronto entre as seleções.
Em 13 de maio, nova convocação para disputa de mais dois amistosos, desta vez, contra a Seleção Japonesa, em 30 de maio, em São Paulo, e em 2 de junho, em Bragança Paulista. Foram duas vitórias: 3–1 e 2–1.
Em 9 de junho, Arthur Elias fez a convocação das 23 futebolistas para o amistoso contra a França, em 27 de junho, em Grenoble, e para a Copa América. Em 12 de junho, a FIFA divulgou o novo Ranking e o Brasil avançou quatro posições, atingindo a quarta colocação — posição que esteve somente em dezembro de 2013.
| 5 de abril Amistoso | Estados Unidos               | 2 – 0                     | Brasil | Inglewood                                             |  |
| 18:00 (UTC−8)       | Rodman 5' · Heaps 66' (pen.) | Relatório (CBF) Soccerway |        | Estádio: SoFi Stadium Árbitra: MEX Katia Itzel García |  |

| 8 de abril Amistoso | Estados Unidos | 1 – 2                     | Brasil                               | San José                                               |  |
| 23:30 (UTC−8)       | Macário 1'     | Relatório (CBF) Soccerway | Kerolin 24' · Amanda Gutierres 90+5' | Estádio: PayPal Park Árbitra: CRC Marianela Araya Cruz |  |

| 30 de maio Amistoso | Brasil                         | 3 – 1                     | Japão     | São Paulo                                                                  |  |
| 21:30 (UTC−3)       | Dudinha 28', 42' · Kerolin 55' | Relatório (CBF) Soccerway | Seike 89' | Estádio: Neo Química Arena Público: 48 932 Árbitra: ARG Roberta Echeverría |  |

| 2 de junho Amistoso | Brasil                            | 2 – 1                     | Japão     | Bragança Paulista                                             |  |
| 20:00 (UTC−3)       | Ishikawa 54' (g.c.) · Jhonson 79' | Relatório (CBF) Soccerway | Seike 46' | Estádio: Cícero de Souza Marques Árbitra: ARG Laura Fortunato |  |

| 27 de junho Amistoso | França                       | 3 – 2                     | Brasil                 | Grenoble                                           |  |
| 16:10 (UTC+1)        | Geyoro 45', 56' · Katoto 76' | Relatório (CBF) Soccerway | Luany 7' · Kerolin 12' | Estádio: Stade des Alpes Árbitra: POL Ewa Augustyn |  |

| 13 de julho C. Am./Gr. B/1.ª | Brasil                                  | 2 – 0                          | Venezuela | Quito                                                       |  |
| 19:00 (UTC−5)                | Amanda Gutierres 32' · Duda Sampaio 88' | Relatório (CONMEBOL) Soccerway |           | Estádio: Gonzalo Pozo Ripalda Árbitra: PER Milagros Arruela |  |

| 16 de julho C. Am./Gr. B/2.ª | Bolívia | 0 – 6                          | Brasil                                                                 | Quito                                                         |  |
| 16:00 (UTC−5)                |         | Relatório (CONMEBOL) Soccerway | Luany 13', 32' · Kerolin 37' (pen.), 79', 83' · Amanda Gutierres 90+5' | Estádio: Gonzalo Pozo Ripalda Árbitra: ARG Roberta Echeverría |  |

| 22 de julho C. Am./Gr. B/3.ª | Paraguai        | 1 – 4                          | Brasil                                                    | Quito                                                    |  |
| 19:00 (UTC−5)                | C. Martínez 65' | Relatório (CONMEBOL) Soccerway | Yasmim 27', 39' · Amanda Gutierres 60' · Duda Sampaio 75' | Estádio: Gonzalo Pozo Ripalda Árbitra: CHI Dione Rissios |  |

| 25 de julho C. Am./Gr. B/4.ª | Brasil | 0 – 0                          | Colômbia | Quito                                                       |  |
| 19:00 (UTC−5)                |        | Relatório (CONMEBOL) Soccerway |          | Estádio: Gonzalo Pozo Ripalda Árbitra: PER Milagros Arruela |  |

| 29 de julho C. Am./Semifinal | Brasil                                                                       | 5 – 1                          | Uruguai             | Quito                                                    |  |
| 19:00 (UTC−5)                | Amanda Gutierres 11', 65' · Gio Queiroz 13' · Marta 27' (pen.) · Dudinha 86' | Relatório (CONMEBOL) Soccerway | Isa Haas 51' (g.c.) | Estádio: Rodrigo Paz Delgado Árbitra: PAR Zulma Quiñónez |  |

| 2 de agosto C. Am./Final                           | Colômbia                                                      | 4 – 4 (pro.) (4 – 5 pen.)                                     | Brasil                                                           | Quito                                                   |  |
| 16:00 (UTC−5)                                      | Caicedo 25' · Tarciane 69' (g.c.) · Ramírez 88' · Santos 115' | Relatório (CONMEBOL) Soccerway                                | Angelina 45+9' (pen.) · Amanda Gutierres 80' · Marta 90+6', 105' | Estádio: Rodrigo Paz Delgado Árbitra: CHI Dione Rissios |  |
|                                                    |                                                               | Penalidades                                                   |                                                                  |                                                         |  |
| Usme Restrepo Paví Santos Caicedo Bonilla Carabalí |                                                               | Tarciane Angelina Amanda Gutierres Mariza Marta Jhonson Luany |                                                                  |                                                         |  |